# U–291
A VIIC típusú  U–291 tengeralattjárót a német haditengerészet rendelte a brémai Bremer Vulkan-Vegesacker Werft-től 1941. június 5-én. A hajót 1943. augusztus 4-én állították szolgálatba. Egy harci küldetése sem volt. 1945. május 5-én Cuxhavenben megadta magát. A tengeralattjárót a szövetségesek a Deadlight hadművelet keretében elsüllyesztették 1945. december 20-án.

## Kapitányok
| Név                | Kezdőnap           | Zárónap              |
| ------------------ | ------------------ | -------------------- |
| Hans Keerl         | 1943. augusztus 4. | 1943. szeptember 30. |
| Friedrich Stege    | 1943. október 1.   | 1944. július 16.     |
| Hermann Neumeister | 1944. július 17.   | 1945. május 5.       |